# Hiwatt
Hiwatt es un fabricante británico de amplificadores para guitarras y bajos eléctricos que, junto con Marshall and Vox, contribuyó a dar forma al conocido como "sonido británico".

## Historia
Dave Reeves crea HIWATT y Hylight Electronics en 1966. En busca de capital para su empresa. Reeves acepta un contrato para construir una línea de amplificadores para la tienda Sound City, propiedad de Ivor Arbiter. A mediados de 1968 y con el contrato con Sound City cumplido, Reeves se enfoca en su propia marca, HIWATT.
Hacia 1969, The Who y Pink Floyd eran los usuarios más conocidos de HIWATT, a los que siguieron Jimmy Page (Led Zeppelin), Jethro Tull y Manfred Mann.
En 1970, Hiwatt producía amplificadores para megafonía así como amplificadores multiusos de 50 vatios (DR504), 100 vatios (DR103) y 200 vatios (DR201).  Hasta ese momento Reeves había estado fabricando los amplificadores en su garaje con la ayuda de su esposa Daphne y Doug Fentiman, por lo que, con el aumento de la demanda, empieza a buscar empresas de electrónica bien cualificadas a la que contratar.
Harry Joyce Electronics fue la seleccionada y a mediados de 1970 estaba fabricando chasis que luego enviaba a Reeves para el ensamblado y pruebas finales. Este acuerdo duró hasta la muerte de Reeves en 1981 y Harry Joyce Electronics continuó cableando chasis durante el corto tiempo que existió Biacrown Electronics (1981–1984).
Entre 1984 y 2013 Hiwatt Trademark ha tenido varios propietarios, entre los que se encuentran Richard Harrison y Fernandes que controló la marca para Norteamérica y Japón. En 2013 el control total volvió a ser británico.
Hiwatt continua fabricando amplificadores a mano en Reino Unido, usando altavoces FANE que son exclusivamente construidos con las especificaciones exactas de Hiwatt.
2014 fue testigo de la presentación de la serie Little Rig de amplificadores, que son versiones de 20vatios/0.5vatios de la popular gama Hiwatt Signature y están basados en los amplificadores usados por David Gilmour, Jimmy Page y Pete Townshend.
Otra novedad de 2014 es la gama de pedales de efectos Hiwatt que incluyen Fuzz, Dynamic Compressor y Power Boost. Cada modelo está fabricado a mano en Reino Unido.
Hiwatt ha sido usado por conocidos artistas y bandas entre los que se incluyen The Killers, Coldplay, David Gilmour, Jimmy Page, Pete Townshend, Robert Fripp, Arctic Monkeys, The Darkness, Albert Hammond Jr, Joe Walsh, Noel Gallagher, entre otros. The Who citan la marca en su canción "Long Live Rock".